# The Globe (album)
The Globe is het zesde studioalbum van de Britse indiedance-groep Big Audio Dynamite II uit 1991. The Globe bevat de succesrijke single "Rush" en bracht de band rond Mick Jones een gouden certificaat op vanwege de RIAA. De nummers zijn geschreven door Jones en bassist Gary Stonadge. 

## Nummers
A-kant
1. "Rush" (Jones) - 4:17
2. "Can't Wait/Live"  (Jones) - 4:37
3. "I Don't Know" (Jones) - 5:59
4. "The Globe" - 6:04
5. "Innocent Child" (Jones) - 5:58

B-kant
1. "Green Grass" (Jones) - 5:24
2. "Kool-Aid" (Jones, Stonadge, André Shapps) - 4:05
3. "In My Dreams" (Hawkins, Jones, Stonadge) - 4:04
4. "When the Time Comes" (Jones, Stonadge) - 6:32
5. "The Tea Party" - 3:39

## Bezetting
- Mick Jones - Zang, Gitaar
- Nick Hawkins – Gitaar
- Gary Stonadge – Basgitaar
- Chris Kavanagh – Drums